# シガレットカード

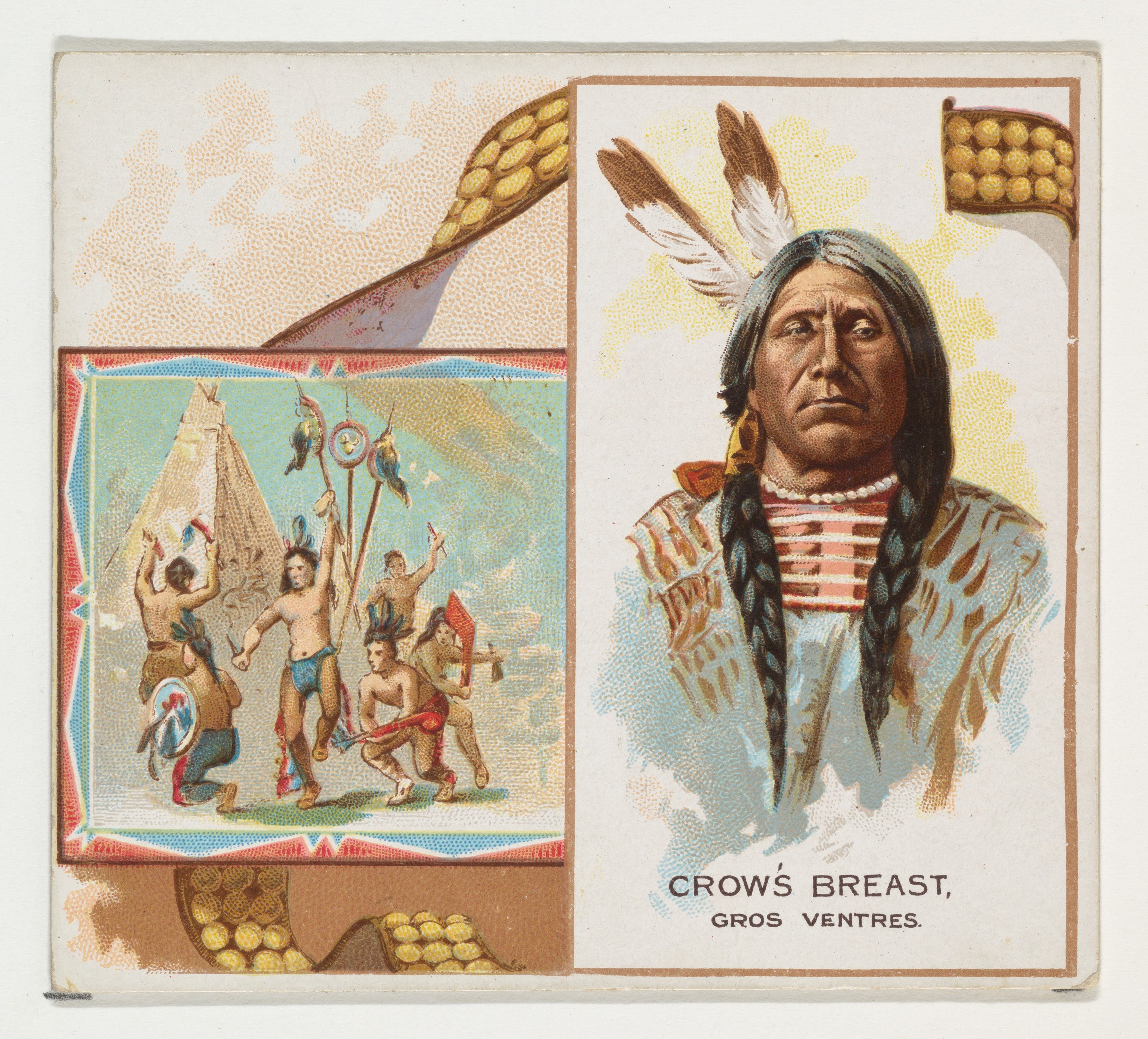
Gros Ventre族の酋長を描いたAllen＆Ginterのカード（1888年）

シガレットカード（英: Cigarette card）または煙草カード（たばこ-、英: Tobacco Card）は、紙巻きタバコのパッケージにオマケとして封入されていたカード（トレーディングカード）。包装の強化および自社ブランドの宣伝を目的としていた。
1875年から1940年代の間に、タバコ会社は、タバコのパッケージに収集可能なカードを封入していた。しばしば人気を集めた女優や衣装、スポーツを描いたシガレットカードは、大衆文化を可視化したものとして、当時の流行や文化的コードの考察材料にもなっている。

## 歴史

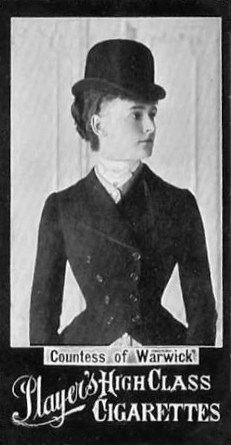
Daisy Greville を描いたPlayerのカード（1890年）

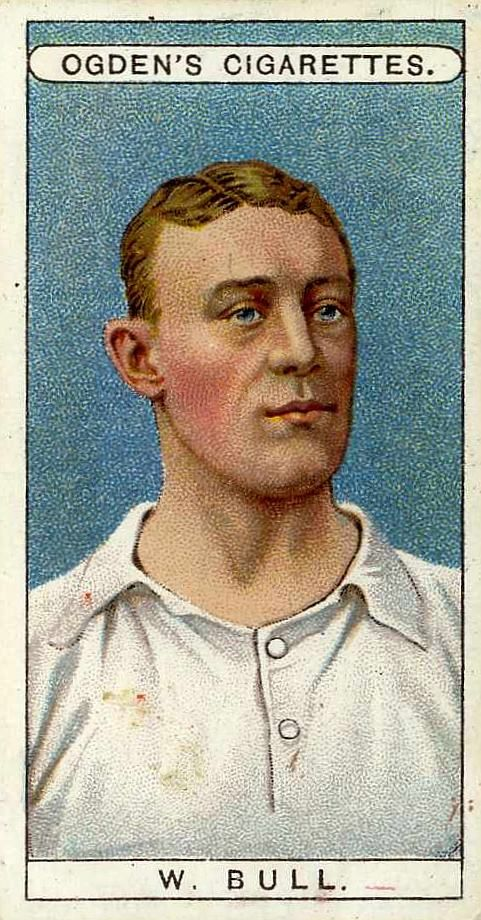
イギリスのサッカー選手 Walter Bull を描いたOgdenのカード（1906年）

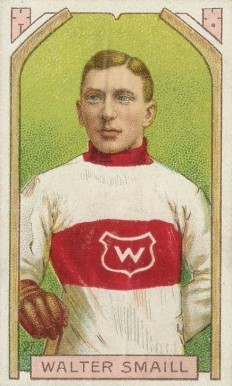
アイスホッケー選手 Walter Smaill を描いたImperial Tobacco Canadaのカード（1910年）

1875年から、アメリカを拠点とするタバコ会社のAllen & Ginterは、女優や野球選手、インディアンの酋長、ボクサー、国旗、果ては野生動物などを描いたカードを発行していた。これらが最初期のシガレットカードの一部だと考えられている。その後、Goodwin & Companyなど他のタバコ会社も追従し、最初はアメリカで、次にイギリス、最終的には世界各国で見られるようになった。
イギリスでは1887年にW.D. & H.O. Wills社が最初にカードを封入したタバコであったが、最初に大衆の関心を引いたことで知られるのは1893年にJohn Player & Sons社が発行した「Castles and Abbeys（城と修道院）」シリーズである。
Thomas Ogdenは、1894年と1895年にWillsから発行された「Ships and Sailors（船と船乗り）」シリーズに追従して、1896年に「Cricketers（クリケット選手）」シリーズを発行した。1906年には、Ogden'sが自分たちが所有するサッカーチームの選手を題材としたシリーズを発行した。これは最初のフルカラーでもあった。
カードの各シリーズは、通常25枚から50枚を一組とする関連するテーマで構成されていたが、中には100枚を超えるものもあったことが知られている。人気のテーマは「美女」（有名な女優、映画スター、モデル）、スポーツ（主にはアメリカでは野球、他の地域ではサッカーやクリケット）、自然、軍隊の英雄や制服、紋章学、街の風景であった。
Imperial Tobacco Canada社は、ナショナルホッケーリーグを題材とした最初のアイスホッケーカードを作成した。このセットは全部で36種あり、それぞれに選手が描かれていた。第一次世界大戦後の1924年から1925年にかけて、唯一これのみが発行された。
今日には、たとえばスポーツ史や軍事史の専門家が、これらデザインの詳細について研究していることがある。
最初期の紙巻きタバコのパッケージではシルクに印刷され、後には紙製の裏張りに貼り付けられることになった。それらは第二次世界大戦中に紙を節約する目的で廃止され、その後、再導入されることはなかった。
R.J.レイノルズ・タバコ・カンパニーのブランド「ドラール（Doral）」は、2000年からシガレットカードの封入を開始した。これらは1940年代に消えて以降、最初に大手メーカーから発行されたカードであるが、大手に限らないのであれば、イギリスの中小メーカーCarreras社が、1950年代から1960年代にかけてブランド「Turf」で、また1976年には「Black Cat」で発行していた。 さらには特別オファー付きのクーポンのようなものは何年にも渡ってタバコのパッケージに封入されてきた。
最初の「Doral Celebrate America」シリーズは、50州を題材に2000年と2001年に2度にかけてリリースされた。その後は、アメリカの祝祭、車、国立公園、そして20世紀の出来事がテーマとして発行された。
R.J.レイノルズの他のブランドである「アメリカンスピリット」のカードでは、風力や多様な発電所の情報を含んでいる。
Philip Morris USAは「Information For Smokers」シリーズを封入し始めた。それは「Light」「Ultra Light」「Mild」「Medium」「Low Tar」などと書かれていても「Full Flavor」と同等の有害性を持つというように、タバコを止めための情報を提供している。

## 注目されるカード

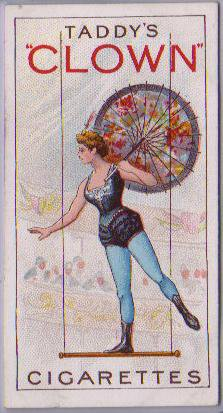
Taddyの「道化師と曲芸師（Clowns and Circus Artistes）」と呼ばれるシリーズの1枚

2007年初頭、19世紀末から20世紀頭にかけてアメリカで活躍した名野球選手ホーナス・ワグナーのシガレットカードが競売にかけられ、1枚で235万ドルという史上最高価格がついている。このカードは同年末に、さらに280万ドルという価格で転売された。このカードになぜそれだけの価格がついたのかというと、ワグナーは熱心な禁煙家と知られ、アメリカ最大のタバコ会社が彼の許可なしにカードの絵柄に使おうとしたことを知って反対したことによる。これは訴訟によって差し止められたはずだったが、いくつかが市場に出回り、2007年にコレクター達を驚愕させたのもその1枚であった。
他に注目されるカードとしては、Taddyが発行した「道化師と曲芸師（Clowns and Circus Artistes）」としてコレクターに知られる無題のシリーズがある。現存する最も希少なカードではないが（1枚しか存在が知られていないシリーズはいくつもある）、非常に希少でオークションに登場するたびに高値がつけられる。
Mecca cigaretteが出したビリヤード選手George Suttonもまた彼の腕が描かれているため注目される。Suttonは、幼少時の事故で肘から先がないハンデキャップにも関わらず、ビリヤードを習得し活躍した「ハンドレス・ビリヤードプレーヤー」として知られていたからである。

## レガシー
公に認知されている最大のシガレットカードのコレクションは、シガレットカード愛好家の団体・大英カートフィリック協会（Cartophilic Society of Great Britain）の会長を務めていた実業家のエドワード・ウォートン＝タイガー（en:Edward Wharton-Tigar）によるものである。1995年の死後、大英博物館に遺贈されたこのコレクションは、ギネスブックにおいて世界最大のものとして認められている。
彼の自伝『Burning Bright』では、シガレットカード収集への執着が、当時世界最大の鉱山会社の一つであったSelection Trust社の社長になったこと、生涯に渡るクリケットへの情熱と、その結果ケントクリケットクラブ会長になったことなどと共に記されている。また、その収集を他者がどう思うかと尋ねられたウォートン＝タイガーは「もしシガレットカードを集めることが奇行の象徴であったとして、その世界最大のコレクターは後世の人たちにどう判断（judge）されるか? そんなこと私はまったく気にしない。」と答えている。

## 分類と目録
19世紀のアメリカのシガレットカードは、Jefferson Burdickによる「American Card Catalog」（ACC）に由来する方法によって体系化されている。Burdickがアメリカン・タバコ・カンパニーによるものを1つのセクションでまとめたことを踏まえており、カードシリーズを、発行元の会社とカードの種類で分類する方法を取る。19世紀に発行されたものは 'N' で始まり(N1-N694)、20世紀のものは'T'となる(T1-T235)。

## ギャラリー

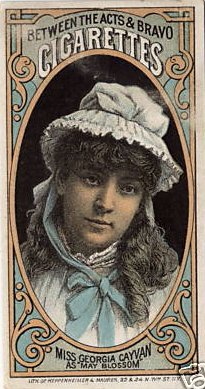
Actress Georgia Cayvan, c. 1882
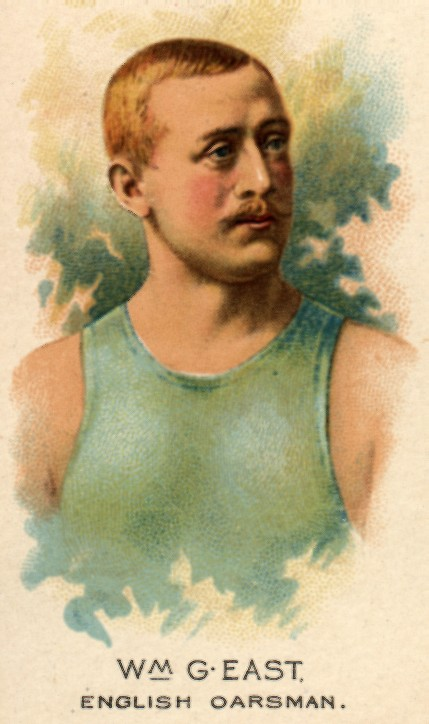
Bill East, English oarsman, c. 1885
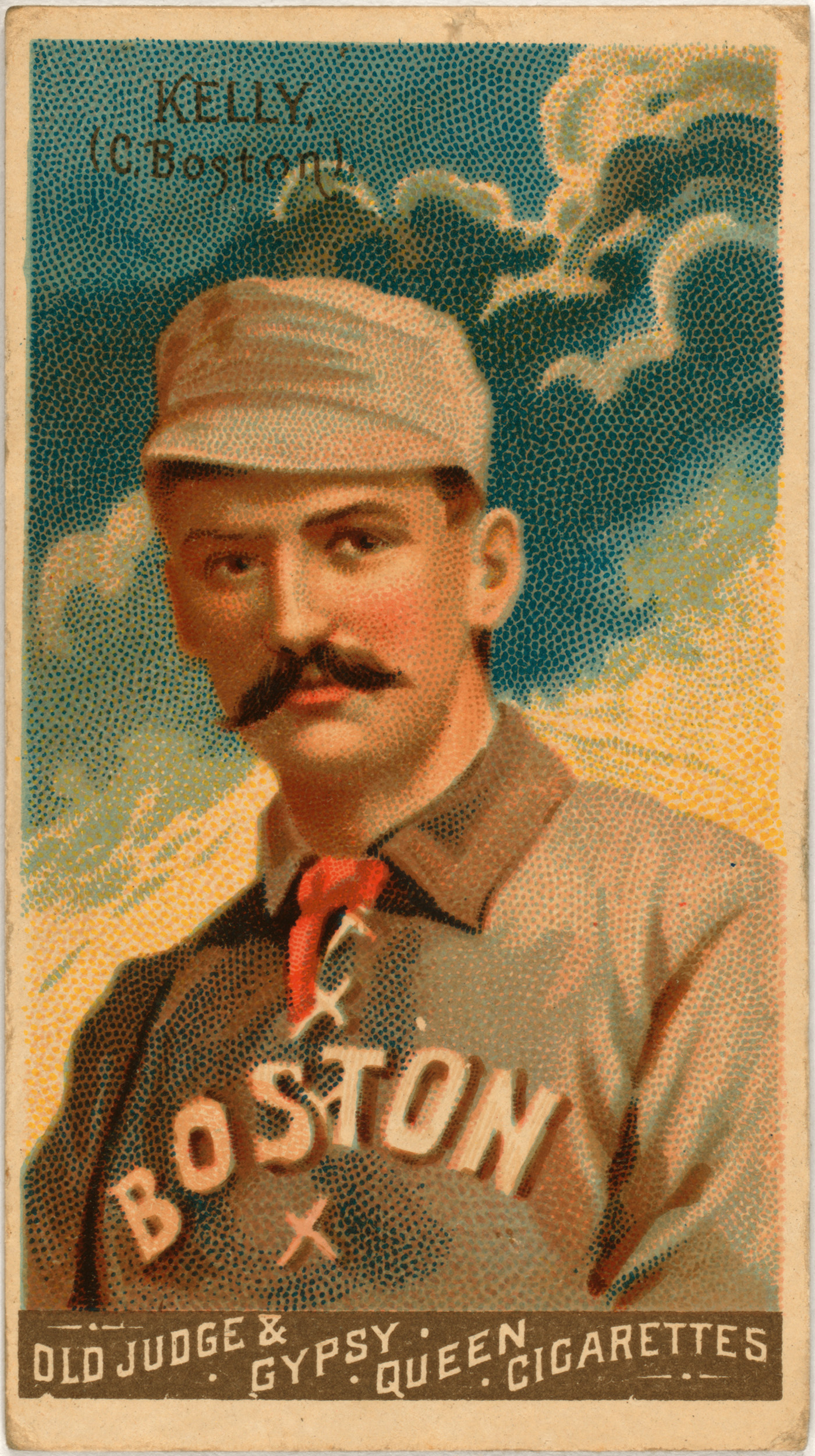
King Kelly (Goodwin & Company Cigarettes 1888)
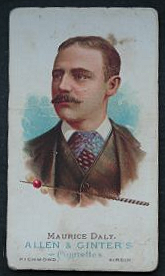
Maurice Daly, US billiards champion, 1888
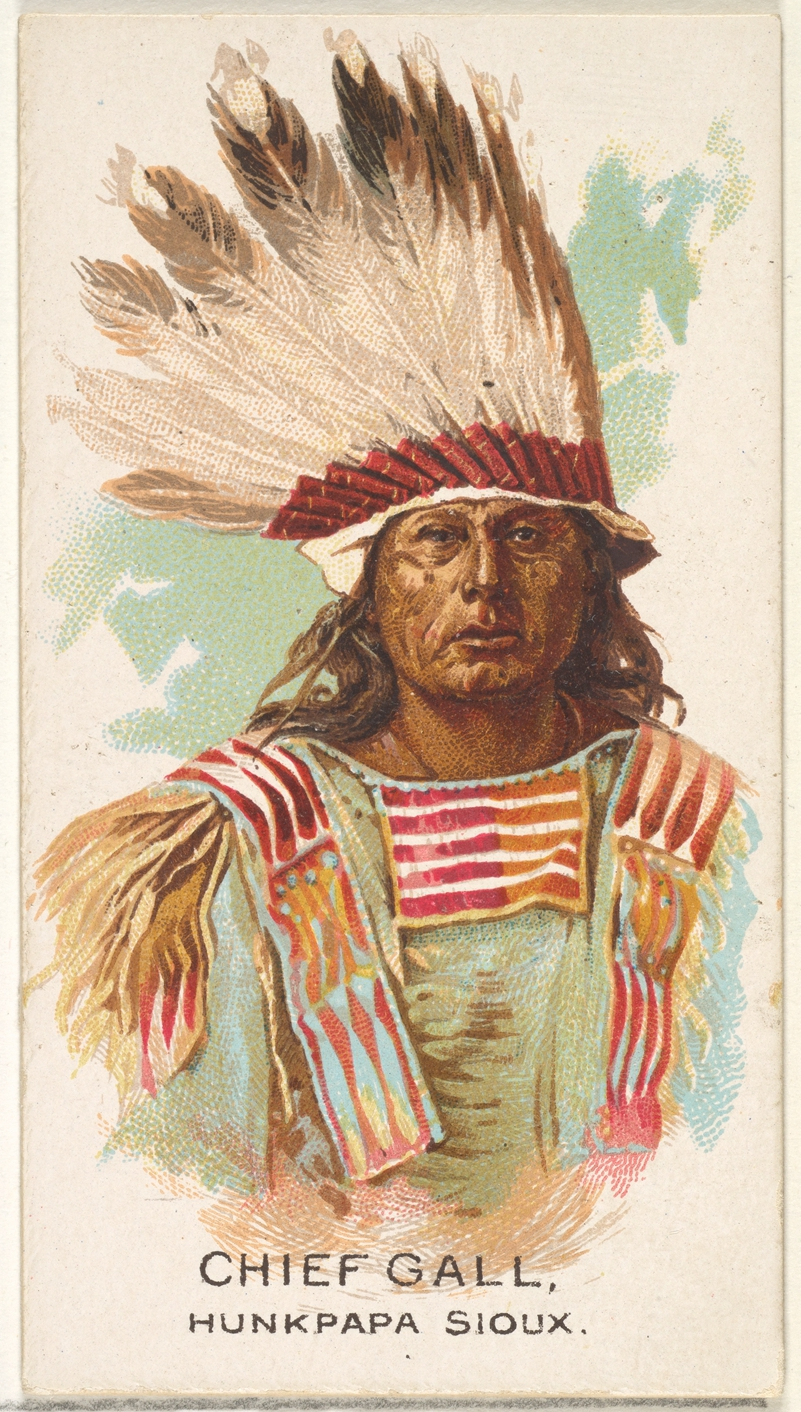
Chief Gall (Allen & Ginter, 1888)
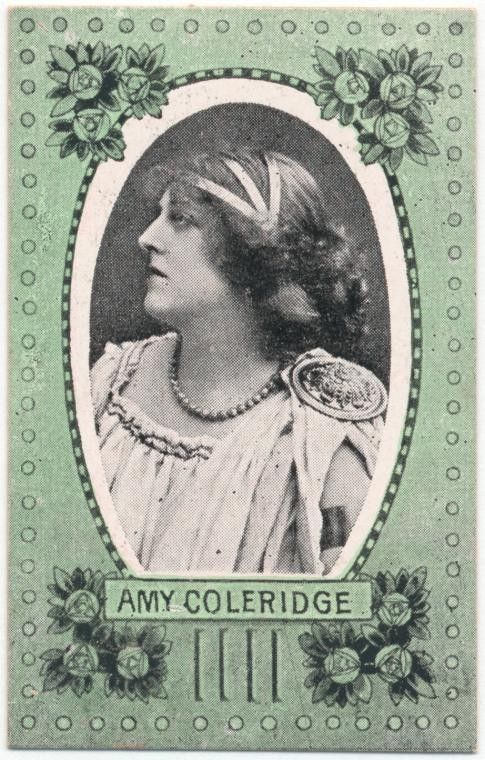
Amy Coleridge, before 1900
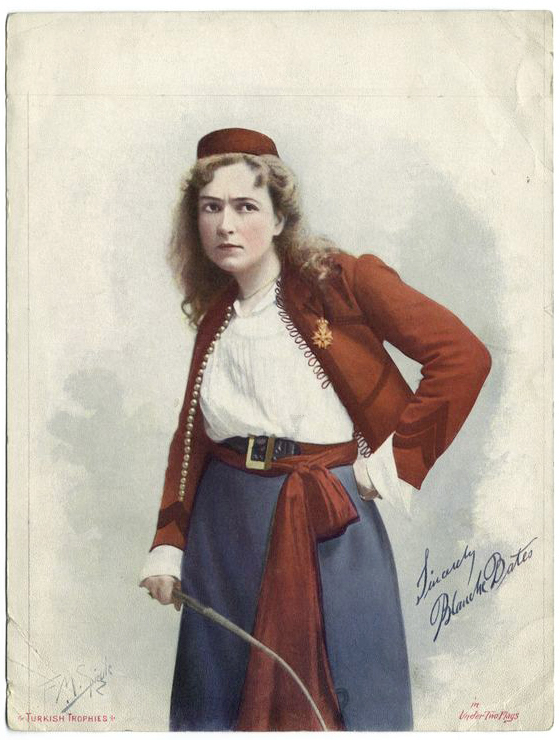
Actress, Blanche Bates, 1901
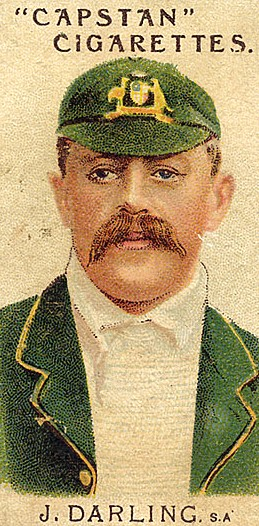
Former Australian cricket captain, Joe Darling, early 1900s
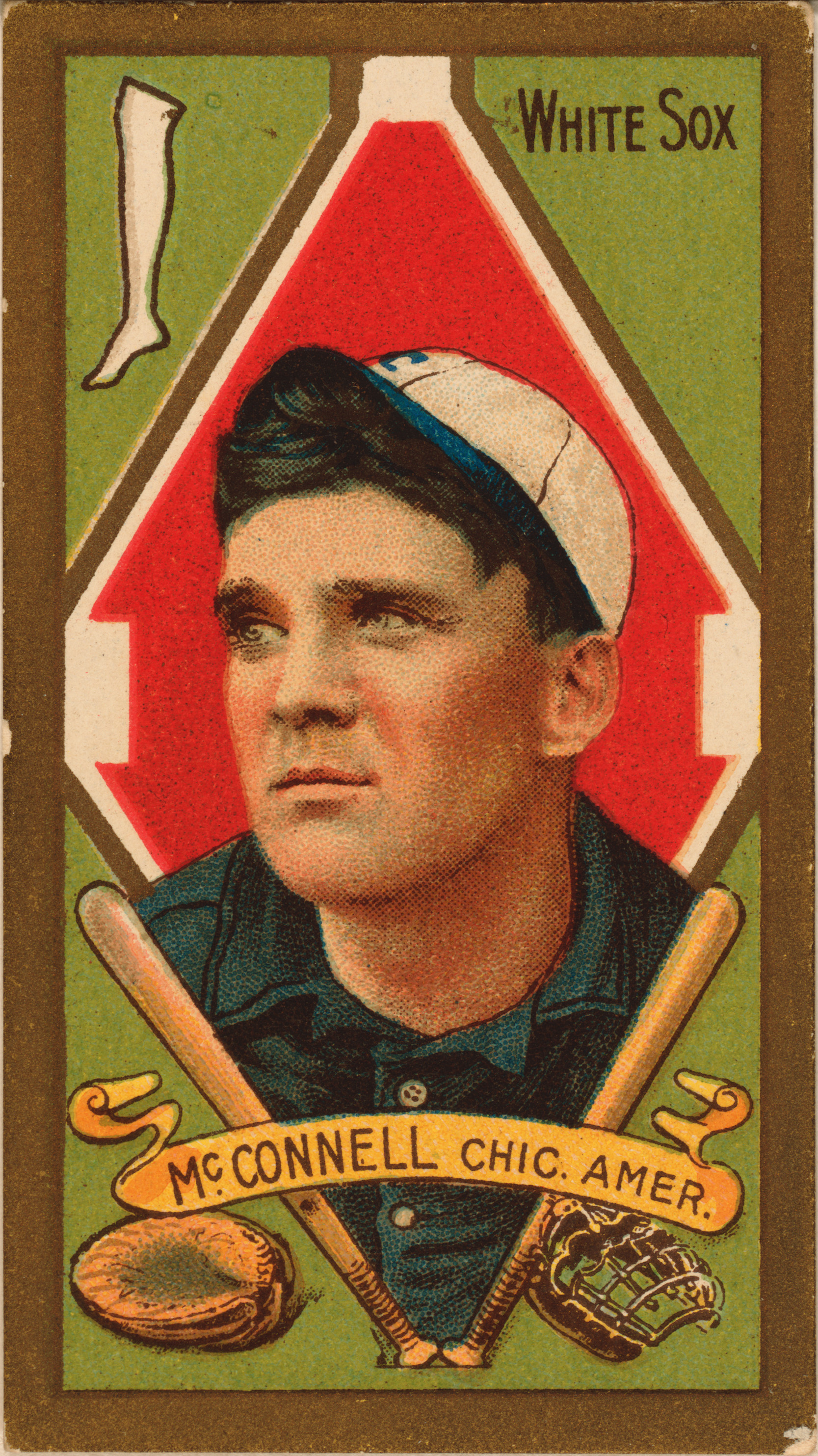
Ambrose McConnell (American Tobacco, 1911)
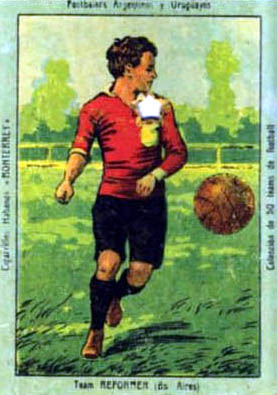
Reformer A.C. of Argentina, Cigarrillos Monterrey, 1911
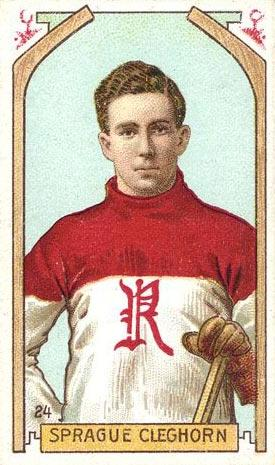
Sprague Cleghorn (Imperial Tobacco, c. 1911–12)
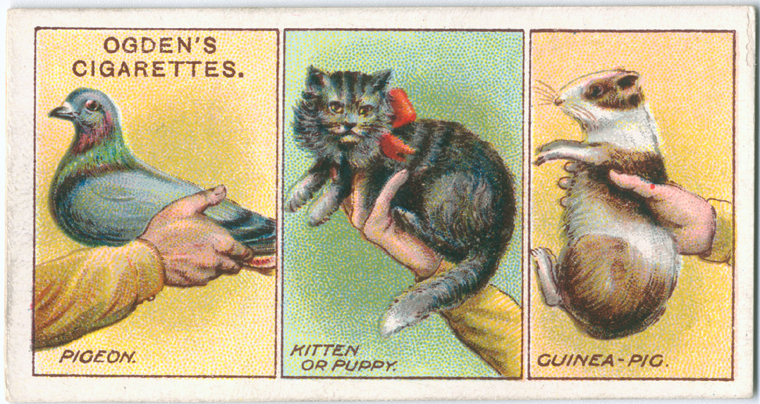
How to Hold Pets (Ogden's Cigarettes 1903–1917)
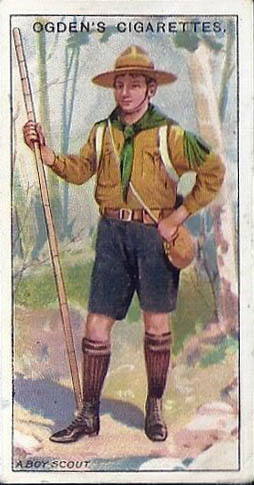
Boy Scout (Ogden's Cigarettes 1903–1917)
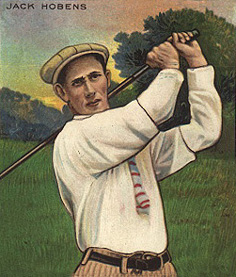
A 1910 artist's rendition of Jack Hobens (Mecca cigarettes)
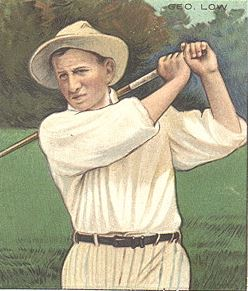
A 1910 card showing pro golfer George Low, Sr. (Mecca cigarettes)
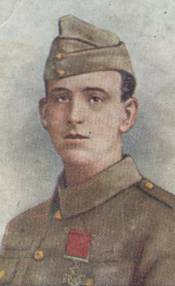
Victoria Cross recipient Alexander Stewart Burton, c. 1915 (Gallaher Cigarettes)
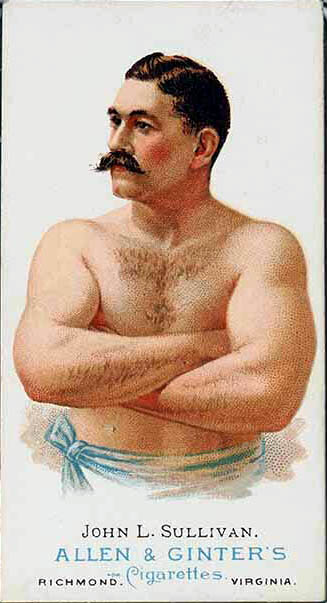
John L. Sullivan (Allen & Ginter's Cigarettes), 1888-1889
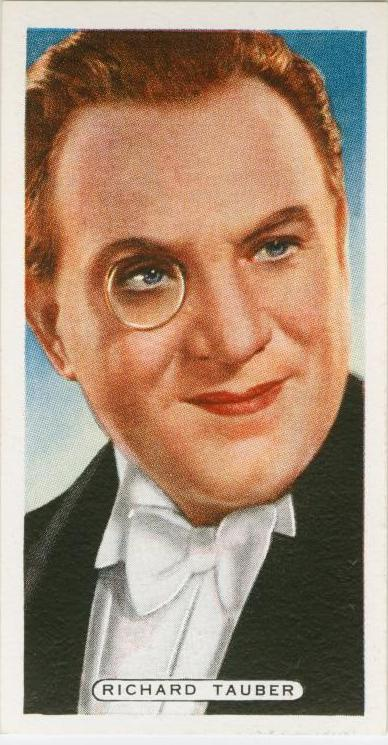
Richard Tauber, Film, stage and radio stars (1932)
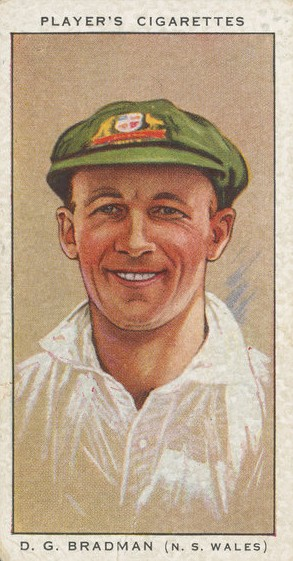
Australian batsman, Donald Bradman on a cigarette card distributed during the 1934 Ashes series
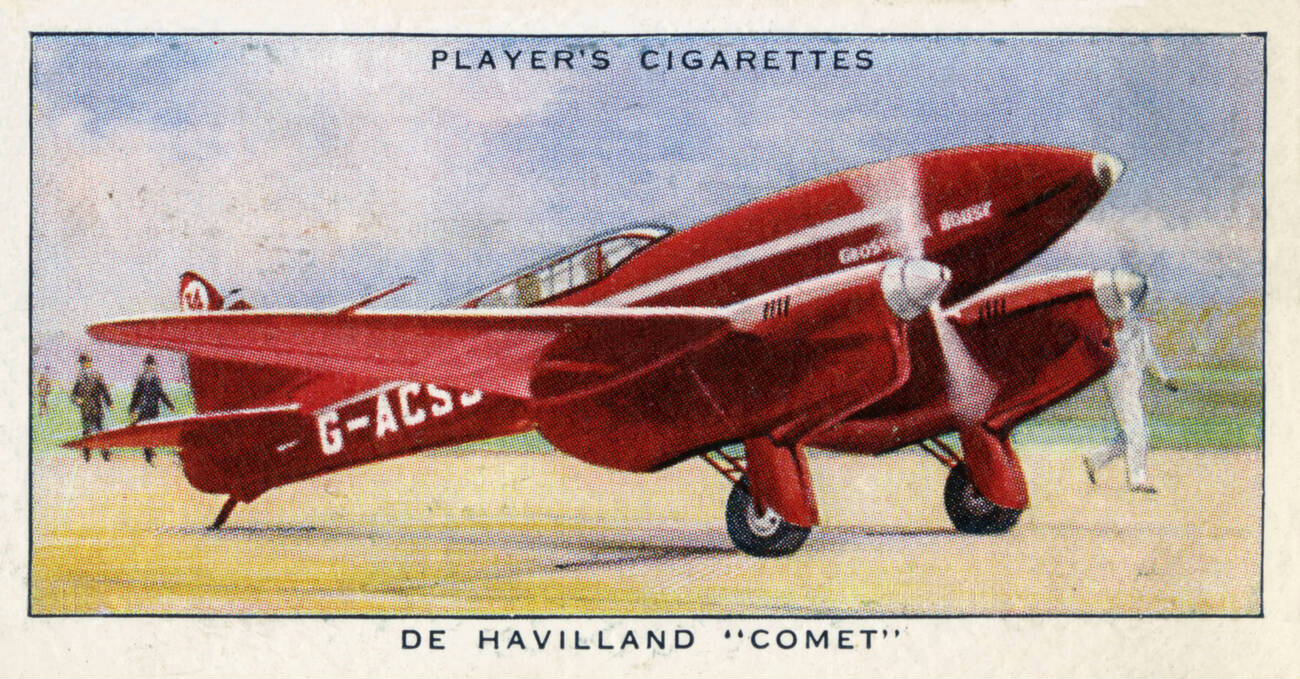
de Havilland Comet (Player's Cigarettes 1935)
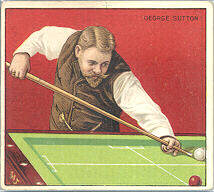
George H. Sutton (Mecca cigarettes)
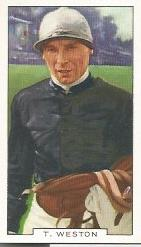
Tommy Weston, Champion Jockey 1926, by (Gallaher Cigarettes) 1936
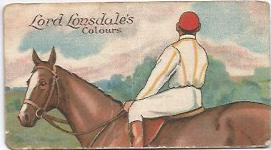
Lord Lonsdale's racing colours by E & W Anstie 1922